# Santiago Urtizberea
Santiago Urtizberea Oñatibia (Irún, 25 de julio de 1909-Irún, 18 de enero de 1985) fue un futbolista español que se desempeñó como delantero centro y su primer equipo fue el Real Unión Club.

## Biografía
Nacido en Irún, comenzó jugando al fútbol con el equipo de su ciudad natal, el Real Unión Club. Con solo 15 años de edad, a finales de 1924, había debutado ya en algún partido amistoso con el Real Unión. Un par de años más tarde, de cara a la temporada 1926-27 Urtizberea figuraba ya en la nómina de fichas del club. Durante esos años, al ser todavía un jugador muy joven, sólo pudo ser jugador "reserva" del mejor Real Unión de la historia, el que durante los "dorados años 20" de este club se proclamó por 2 ocasiones (1924,1927) campeón de la Copa del Rey de Fútbol.
Cuando se disputó  en 1929 la primera edición de la Liga de fútbol de España Urtizberea, que contaba ya con 19 años de edad, logró abrirse paso en el once titular de los fronterizos. Disputando 12 encuentros de los 18 que comprendían aquella temporada logró marcar 11 goles y convertirse, junto con Luis Regueiro en el máximo artillero del equipo. Durante las dos siguientes temporadas, Urtizberea estuvo entre los máximos goleadores de la Liga española, marcando 18 goles en la temporada 1929-30 y 15 en la 1930-31. Fueron años difíciles para el Real Unión, que luchaba en la  parte baja de la clasificación por evitar el descenso, pero Urtizberea logró hacer un papel destacado a nivel personal esas temporadas. La temporada 1931-32, sin embargo, se agotó el crédito del Real Unión que perdió irremisiblemente la categoría; Luis Regueiro se había marchado al Real Madrid y las viejas glorias del equipo como René Petit o Patxi Gamborena afrontaban el ocaso de sus carreras. Además el propio Urtizberea, que se había destacado como el goleador del equipo las temporadas anteriores cuajó una pésima campaña lastrado por problemas de forma y solo pudo marcar 4 goles en toda la campaña de liga

### Etapa en el Donostia FC (Real Sociedad)
Con el Unión de Irún jugando en la segunda división; Urtizberea decidió a mitad de la campaña 1932-33 recorrer los escasos 16 km que separan Irún de San Sebastián y fichar por el Donostia FC (nombre que tenía la Real Sociedad por aquel entonces). Los donostiarras habían conseguido la temporada anterior mantenerse en la Primera división a diferencia de sus vecinos iruneses y ofrecieron a Urtizberea la posibilidad de firmar un contrato profesional y seguir jugando en la Primera División. Hasta entonces Urtizberea había tenido siempre ficha como jugador amateur. Urtizberea supuso un excelente refuerzo para la delantera donostiarra, recuperado con su mejor forma, debutó con los txuriurdin el 22 de enero de 1933 y hasta final de temporada marcó 12 goles en 8 encuentros contribuyendo a que el Donostia obtuviera un relativamente cómodo puesto en mitad de la tabla. La temporada siguiente siguió haciendo buenos números al marcar 10 goles en 11 partidos, fue de nuevo el máximo goleador del club y el Donostia FC volvió a repetir una tranquila clasificación en mitad de la tabla. 
Al acabar la temporada 1933-34 Urtizberea solicitó su baja en el Donostia y el jugador regresó a su club de origen, el Unión Club de Irún, de cara a las siguientes campañas. El periplo txuri-urdin de Urtizberea se resume en 24 partidos oficiales y 23 goles.

### Urtizberea de nuevo en Irún
Durante dos temporadas el Unión Club de Irún trató de retornar a la Primera División Española teniendo a Urtizberea como principal referencia de ataque. El Unión fue quinto y octavo respectivamente esas campañas. En julio de 1936 estalló una rebelión del ejército que dio lugar a la guerra civil española. Este hecho pilló a Urtizberea en su ciudad natal, que quedó en la zona fiel al gobierno la República. Al poco de estallar la guerra Urtizberea optó por exiliarse en la vecina Francia para evitar el conflicto bélico, que afectó a Irún con dureza al poco de iniciarse.

### Histórico del Girondins de Burdeos
Por aquel entonces se estaba gestando un nuevo club de fútbol que fuera representativo de la ciudad francesa de Burdeos. El 2 de julio de 1936 se fusionaban dos clubes amateur de la ciudad, el Girondins Guyenne Sport y el Bordeaux FC, dando nacimiento al FC Girondins de Bordeaux, club que nacía con la clara aspiración de dar el salto al fútbol profesional francés. Al frente del nuevo equipo los dirigentes del club pusieron a un entrenador español, el vasco Benito Díaz. Díaz fichó a dos paisanos suyos para el proyecto del Girondins, Jaime Mancisidor y Santiago Urtizberea que llegaron por tanto al club francés en 1937. El FC Girondins obtuvo el Campeonato de Francia Amateur de Fútbol de 1936-37 al imponerse en la final por 2-1 al FC Scionzier. Era la primera vez que un equipo del Sudoeste de Francia se alzaba con un título nacional. En la final, disputada el 23 de mayo de 1937 en el Estadio de Colombes, Urtizberea fue el autor de los 2 goles girondinos. Urtizberea se convirtió así en una de las primeras estrellas de este histórico club francés.
El Girondins fue elegido como club de la Liga Profesional de cara a la temporada siguiente, siendo encuadrado en la segunda división. Los tres jugadores clave de aquel Girondins eran el portero André Gérard, el defensa Mancisidor y el propio Urtizberea en la delantera. El Girondins fracasó en sus primeros intentos de lograr ascender a la Primera División durante las temporadas 1937-38 y 1938-39.
En 1939 estalló la Segunda Guerra Mundial que puso patas arriba el fútbol profesional francés. Durante los años de la guerra las competiciones ligueras de fútbol no llegaron a suspenderse aunque su normal transcurso fue afectado. Dichos campeonatos son denominados campeonatos de guerra y no se computan en los palmarés de los equipos franceses como títulos de Liga. Paradójicamente el conflicto bélico convirtió al FC Girondins en uno de los conjuntos más potentes del fútbol francés, ya que su plantilla se vio menos afectada que otros clubes por las movilizaciones de la guerra. En la triste temporada de 1939-40 el Girondins se proclamó campeón de la Zona Sudoeste y venció al Campeón del Sudeste, el OGC Nice por 3-0 proclamándose Campeón del Sur de Francia. Sin embargo no pudo disputar el título de Campeón de Francia, ya que el Campeonato del Norte tuvo que suspenderse a causa de la invasión alemana. 
En 1940 el Girondins se fusionó con el Association Sportive du Port, pasando a llamarse Girondins A.S.P. Esta fusión evitó que los jugadores del Girondins fueran deportados a la realización de trabajos forzados, ya que pudieron ser inscritos como bomberos del puerto de Burdeos.  Un año más tarde, el Girondins A.S.P. se convirtió por primera vez en su historia en campeón de la Copa de Francia. Por la peculiar situación administrativa de Francia en aquel momento, parcialmente ocupada por Alemania, el torneo tuvo varias finales. El Girondins se enfrentó en primer lugar al Red Star FC de París por el campeonato de la Francia ocupada) al que ganó por 3-1; luego al Toulouse FC, campeón de  la Francia libre o de Vichy al que venció también por ese mismo resultado. El último partido le enfrentó al SC Fives de la zona prohibida del Norte-Paso de Calais. En este último partido se impuso por 2-0 con goles de Urtizberea, alzándose con el título finalmente. El Girondins necesitaría 45 años más y 6 finales para volver a levantar la Copa de Francia. 
En 1943, Urtizberea se hizo interinamente con el cargo de entrenador tras la marcha del húngaro Stern, que había sustituido a Benito Díaz. Con Urtizberea como entrenador-jugador el Girondins accedió a su segunda final de la Copa de Francia, que disputó frente al Olympique de Marsella. El Girondins perdió la final tras forzarse un partido de desempate. Al año siguiente el Girondins volvió a obtener un nuevo título con Urtizberea en su plantilla un nuevo Campeonato de Francia amateur, el disputado en 1944. Urtizberea volvió a marcar en esta final en la que el Girondins venció por 2-1 al AS Cannes.
Los buenos resultados del Girondins durante los años de guerra le valieron ser encuadrado en la primera división francesa. Urtizberea vivió el debut del Girondins en la Primera división en 1945, aunque dos años más tarde, el club descendió a la D2. Con el equipo en segunda división Urtizberea decidió colgar las botas, era 1948 y el jugador era ya todo un veterano de 39 años de edad.
Durante los años siguientes fue técnico del club francés, encargándose de los equipos inferiores del Girondins y de la formación de jugadores, labor por la que fue muy apreciado en Burdeos. En 1957 accedió por segunda vez en su carrera a ser técnico interino del primer equipo. Fue durante la temporada 1956-57 en la que el club trataba de retornar de nuevo a la Primera División, Urtizberea cogió el equipo en el tramo final de Liga con la intención de lograr el ascenso, pero solo pudo ser 5.º
Vivió durante muchos años en la localidad vascofrancesa de San Juan de Luz. Falleció en 1985.

### Curiosidades
- Existe una calle denominada Santiago Urtizberea en el callejero de su ciudad natal, pero no homenajea al jugador sino a un ingeniero de caminos del mismo nombre.[7]

## Clubes
| Club                     | País    | Año       |
| ------------------------ | ------- | --------- |
| Real Unión Club de Irún  | España  | 1924-1932 |
| Donostia FC              | España  | 1932-1934 |
| Unión Club de Irún       | España  | 1934-1936 |
| FC Girondins de Bordeaux | Francia | 1937-1948 |

## Títulos

### Campeonatos nacionales
| Título                        | Club                     | País    | Año  |
| ----------------------------- | ------------------------ | ------- | ---- |
| Copa del Rey                  | Real Unión               | España  | 1927 |
| Campeonato de Francia amateur | FC Girondins de Bordeaux | Francia | 1937 |
| Copa de Francia               | Girondins A.S.P.         | Francia | 1941 |
| Campeonato de Francia amateur | Girondins A.S.P.         | Francia | 1944 |

### Campeonatos regionales
| Título                     | Club                     | País    | Año  |
| -------------------------- | ------------------------ | ------- | ---- |
| Campeonato de Guipúzcoa    | Real Unión               | España  | 1926 |
| Campeonato de Guipúzcoa    | Real Unión               | España  | 1928 |
| Campeonato de Guipúzcoa    | Real Unión               | España  | 1930 |
| Campeonato de Guipúzcoa    | Real Unión               | España  | 1931 |
| Campeonato de Guipúzcoa    | Donostia FC              | España  | 1933 |
| Campeón del Sur de Francia | FC Girondins de Bordeaux | Francia | 1940 |